# Ley que establece la ejecución humanitaria de la pena
La ley b.º 3533, o ley que establece la ejecución humanitaria de la pena, conocida como la Ley Fujimori, es una proposición de ley de Perú que permite a sentenciados con edades mayores de 65 años que hayan cumplido el tercio de su condena accedan al arresto domiciliario.
La iniciativa fue presentada por la congresista Yeni Vilcatoma. El proyecto fue exonerada por Junta de Portavoces del Congreso de la República de pasar por comisiones. La cuestión previa para que el Proyecto de Ley n.° 3533 regrese a Comisión fue denegada con 52 votos en contra y 31 a favor.
La ley fue aprobada con 55 votos a favor, 30 en contra y 2 abstenciones el 11 de octubre de 2018.
El propósito de la ley indica la congresista Vilcatoma es "tutelar la dignidad, integridad física, mental, física y salud de los adultos mayores y de las personas con discapacidad que encuentren con pena privativa de libertad". También alegó que la pena efectiva se cumpliría mediante vigilancia electrónica circunscrito en una jurisdicción.
El proyecto de ley fue aprobada luego que se anulara el indulto al expresidente Alberto Fujimori.
La autógrafa de ley fue observada por el Ejecutivo y presentada el 22 de octubre de 2018 al Congreso.